# Rougemont-le-Château
Rougemont-le-Château (Duits: Rothenburg) is een gemeente in het Franse departement Territoire de Belfort in de regio Bourgogne-Franche-Comté en maakt deel uit van het arrondissement Belfort. De gemeente telde 1.481 inwoners op 1 januari 2022.
In het Elzassisch of het Duits heette de plaats vroeger Rothenburg, soms ook Rotenberg.

## Geschiedenis
Tijdens het ancien régime was Rougemont een heerlijkheid in de Sundgouw. In het tweede kwart van de 19e eeuw ontstond er industrie in de gemeente dankzij de waterkracht van de rivier Saint-Nicolas en de aanwezigheid van geschikt personeel. In 1870 vonden er enkele gevechten plaats bij Rougemont in aanloop naar het beleg van Belfort. Na de Frans-Duitse Oorlog bleef Rougemont, sinds 1873 Rougemont-le-Château, Frans terwijl buurgemeente Masevaux met de rest van de Elzas Duits werd. De nieuwe grens was gunstig voor de industriële ontwikkeling van de gemeente. Het verdwijnen van de grens na 1918 was slecht voor de aanwezige industrie. Tussen 1913 en 1934 had Rougemont een treinstation. De resterende industrie verdween na de Tweede Wereldoorlog.
Rougemont-le-Château was de hoofdplaats van het gelijknamige kanton tot het op 22 maart 2015 werd opgeheven en de gemeenten ervan werden opgenomen in het kanton Giromagny.

## Geografie
De oppervlakte van Rougemont-le-Château bedraagt 16,6 km², de bevolkingsdichtheid is 72,2 inwoners per km².
De onderstaande kaart toont de ligging van Rougemont-le-Château met de belangrijkste infrastructuur en aangrenzende gemeenten.

## Demografie
Dankzij haar industrie telde de gemeente in 1896 2.329 inwoners.
Onderstaande figuur toont het verloop van het inwonertal.

## Bezienswaardigheid
- Kasteel van Rougemont

Anjoutey · Auxelles-Bas · Auxelles-Haut · Bourg-sous-Châtelet · Chaux · Étueffont · Felon · Giromagny · Grosmagny · Lachapelle-sous-Chaux · Lachapelle-sous-Rougemont · Lamadeleine-Val-des-Anges · Leval · Lepuix · Petitefontaine · Petitmagny · Riervescemont · Romagny-sous-Rougemont · Rougegoutte · Rougemont-le-Château · Saint-Germain-le-Châtelet · Vescemont